# 아리토역
아리토역(일본어: 有戸駅)은 일본 아오모리현 가미키타군 노헤지정에 위치한 동일본 여객철도 오미나토 선의 철도역이다. 단선 승강장 1면 1선의 구조를 갖춘 지상역이다.

## 역 주변
- 국도 제279호선
- 무쓰 만

## 역사
- 1921년 3월 20일 : 개업.
- 1972년 3월 15일 : 화물 취급 폐지, 무인화.
- 1987년 4월 1일 : 일본국유철도 분할 민영화에 의해, 동일본 여객철도가 승계.
- 2010년 12월 4일 : 노헤지 역의 아오이모리 철도 이관에 의해, 관리역이 노헤지 역에서 오미나토 역으로 변경.

## 인접 역
| 동일본 여객철도 오미나토 선 | 동일본 여객철도 오미나토 선 | 동일본 여객철도 오미나토 선 |
| --------------------------- | --------------------------- | --------------------------- |
| 기타노헤지 노헤지 방면      | ■ 오미나토 선               | 훗코시 오미나토 방면        |